# Saint-Hippolyte, Doubs
Saint-Hippolyte je naselje in občina v francoskem departmaju Doubs regije Franche-Comté. Leta 2007 je naselje imelo 918 prebivalcev.

## Geografija
Kraj leži v pokrajini Franche-Comté ob reki Doubs in njenem levem pritoku Dessoubre, 29 km južno od Montbéliarda.

## Uprava
Saint-Hippolyte je sedež istoimenskega kantona, v katerega so poleg njegove vključene še občine Bief, Burnevillers, Chamesol, Courtefontaine, Dampjoux, Fleurey, Froidevaux, Glère, Indevillers, Liebvillers, Montancy, Montandon, Montjoie-le-Château, Montécheroux, Les Plains-et-Grands-Essarts, Soulce-Cernay, Terres-de-Chaux, Valoreille in Vaufrey s 4.395 prebivalci.
Kanton Saint-Hippolyte je sestavni del okrožja Montbéliard.

## Zanimivosti
- uršulinski samostan,
- kolegialna cerkev,
- jamski sistem, les grottes de la Roche.